# 若杉末雪
若杉 末雪（わかすぎ すえゆき、1903年2月22日 - 1973年5月10日）は、日本の実業家。第3代三井物産代表取締役社長や、初代三井広報委員会会長を務めた。

## 略歴・人物
長崎県出身。1925年長崎高等商業学校（現長崎大学）卒業。米国三井物産社長などを経て、1969年から三井物産社長を務め、イラン石油化学開発の設立などを行った。1972年初代三井広報委員会会長。